# بوغانيات
البوغانيات (بالإنجليزية: Micromonosporaceae)‏ هي عائلة بكتيرية ضمن صَف الشعاويات، وهي إيجابية الغرام ومُكونة للأبواغ في التربة حيثُ تُشكل غزل فطري.